# Медыня
Меды́ня (укр. Мединя) — село в Галичской городской общине Ивано-Франковского района Ивано-Франковской области Украины.
Население по переписи 2001 года составляло 1511 человек. Занимает площадь 10,201 км². Почтовый индекс — 77163. Телефонный код — 03431.